# Mehdi Ben Attia
Mehdi Ben Attia (arabe : مهدي بن عطية), né le 7 août 1968 à Tunis, est un scénariste et réalisateur tunisien.

## Carrière
Aîné d'une famille de trois enfants, né dans un milieu de la bourgeoisie, il poursuit ses études secondaires au lycée français de La Marsa, où il obtient son baccalauréat B. Il continue ses études à Paris et se passionne pour le cinéma. Après un DEA de sociologie politique à l'université de la Sorbonne[Laquelle ?] en 1993, il est co-scénariste de certains épisodes des sitcoms H et Eva Mag diffusés sur Canal+, puis écrit un scénario de long métrage, La Fêlure, en 1999, en collaboration avec Zina Modiano. Il collabore, par ailleurs, au scénario de Loin d'André Téchiné, tourné au Maroc, et d'Impardonnables du même réalisateur, tourné à Venise.
Mehdi Ben Attia est également acteur dans un court métrage de Zina Modiano, Grogne.
En 2008, il passe derrière la caméra et réalise Le Fil, dont il est aussi scénariste, et dont les rôles sont tenus par Claudia Cardinale, Antonin Stahly-Vishwanadan et Salim Kechiouche. Le film traite d'une histoire d'amour homosexuel en Tunisie, pays où l'homosexualité est un délit ; il sort en salles le 12 mai 2010. Il sort son deuxième film en 2012, Je ne suis pas mort, avec Mehdi Dehbi et Emmanuel Salinger, dans les rôles principaux, ou encore Kechiouche.
Ben Attia rejoint la liste des jurys professionnels du Festival du film court de Troyes du 21 au 25 avril 2015.

## Filmographie
- 2000 : En face, court métrage coréalisé avec Zina Modiano ;
- 2009 : Le Fil avec Claudia Cardinale, Antonin Stahly-Vishwanadan et Salim Kechiouche ;
- 2012 : Je ne suis pas mort avec Mehdi Dehbi, Maria de Medeiros et Emmanuel Salinger ;
- 2017 : L'Amour des hommes avec Hafsia Herzi et Raouf Ben Amor.